# Bertrandville (Luisiana)

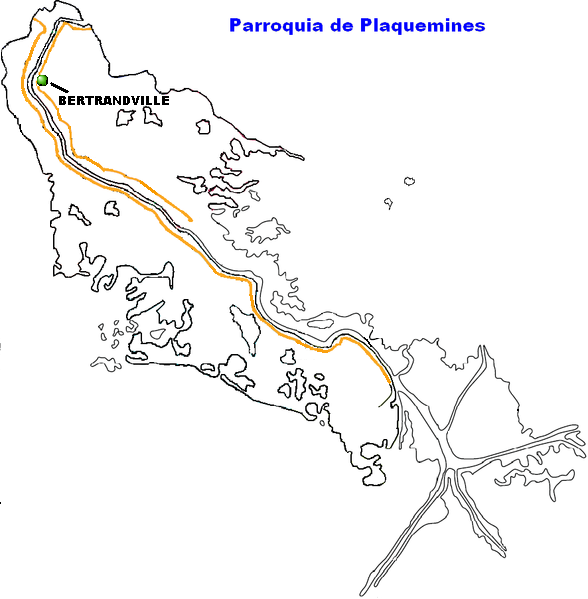
Localización de Bertrandville en el mapa de la Parroquia de Plaquemines.

Bertrandville es una pequeña comunidad ubicada sobre el delta del río Misisipi, dentro de la parroquia de Plaquemines, en el estado de Luisiana, Estados Unidos.

## Geografía
La localidad de Bertrandville se localiza en 29°46′29″N 90°01′01″O / 29.77472, -90.01694. Esta comunidad posee sólo 3 metros de elevación sobre el nivel del mar, convirtiéndola una zona proclive a las inundaciones. Su población se compone de menos de doscientos habitantes. Esta comunidad se localiza a veintidós kilómetros de Nueva Orleans la principal ciudad de todo el estado, y a 514 kilómetros del aeropuerto internacional más cercano, el (IAH) Houston George Bush Intercontinental Airport.